# Бује Менар
Бује Менар (фр. Bouillé-Ménard) насеље је и општина у западној Француској у региону Лоара, у департману Мен и Лоара која припада префектури Сегре.
По подацима из 2011. године у општини је живело 736 становника, а густина насељености је износила 46,61 становника/km². Општина се простире на површини од 15,79 km². Налази се на средњој надморској висини од 99 метара (максималној 104 m, а минималној 32 m).

## Демографија
| 1962. | 1968. | 1975. | 1982. | 1990. | 1999. | 2011. |
| ----- | ----- | ----- | ----- | ----- | ----- | ----- |
| 901   | 891   | 746   | 733   | 719   | 638   | 736   |

График промене броја становника у току последњих година